# إمبراير آر-99
إمبراير آر-99  (بالإنجليزية: Embraer R-99) هي نظام الإنذار المبكر والتحكم أنتجت في 1999 بالبرازيل. من صناعة إمبراير. كان أول طيران لها في 1999. ومازالت في الخدمة حتى الآن. صنع منها 11 طائرة، وسعر الطائرة الواحدة منها هو ~80 مليون دولار.

## المستخدمون
البرازيل
- القوات الجوية البرازيلية: – 5 E-99s, 3 R-99s

 اليونان
- القوات الجوية اليونانية – 4 R-99A (HAF designation is "Erieye EMB-145H AEW&C")[1]

 المكسيك
- القوات الجوية المكسيكية – 1 R-99, 2 P-99s

 الهند
- القوات الجوية الهندية – 3 EMB-145SA to be fitted w/LRDE developed AESA radar array, datalinks, IFF, RWR, MWR. First aircraft delivered on 16 August 2012.[2] The Air Force has option to buy another seven aircraft.[3]

## معرض صور

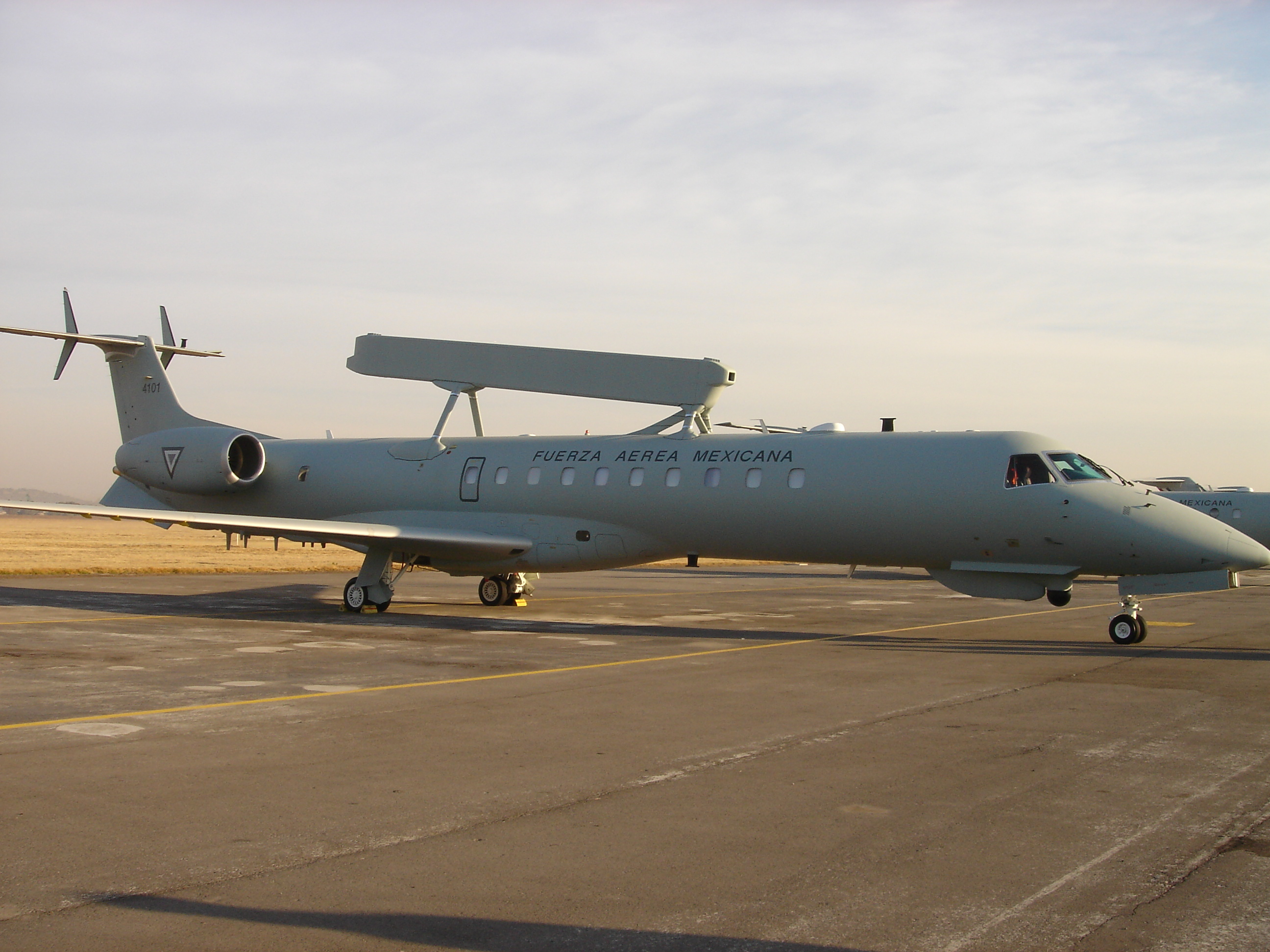
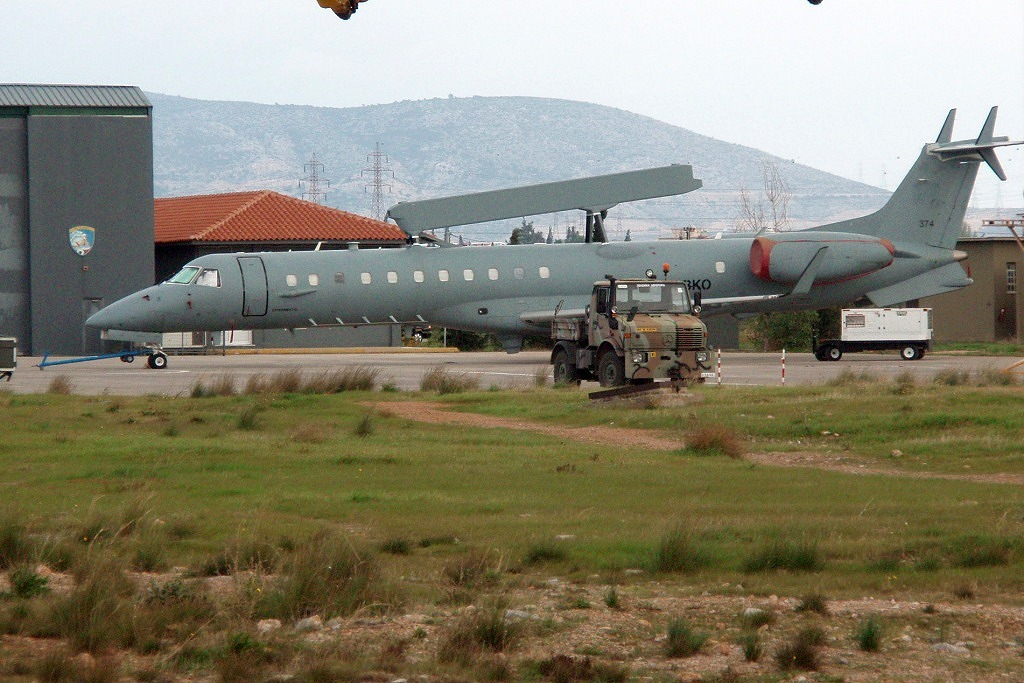
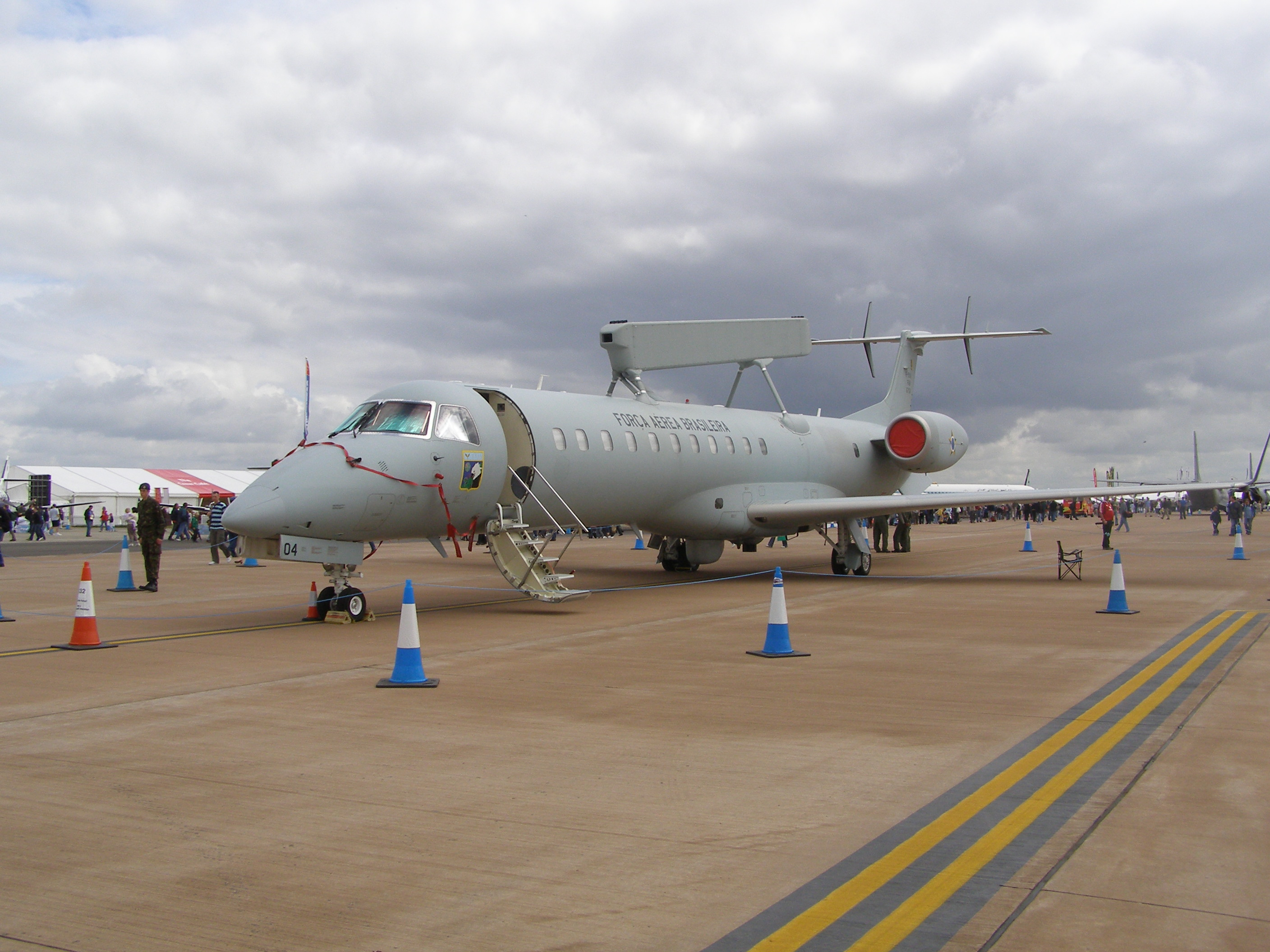
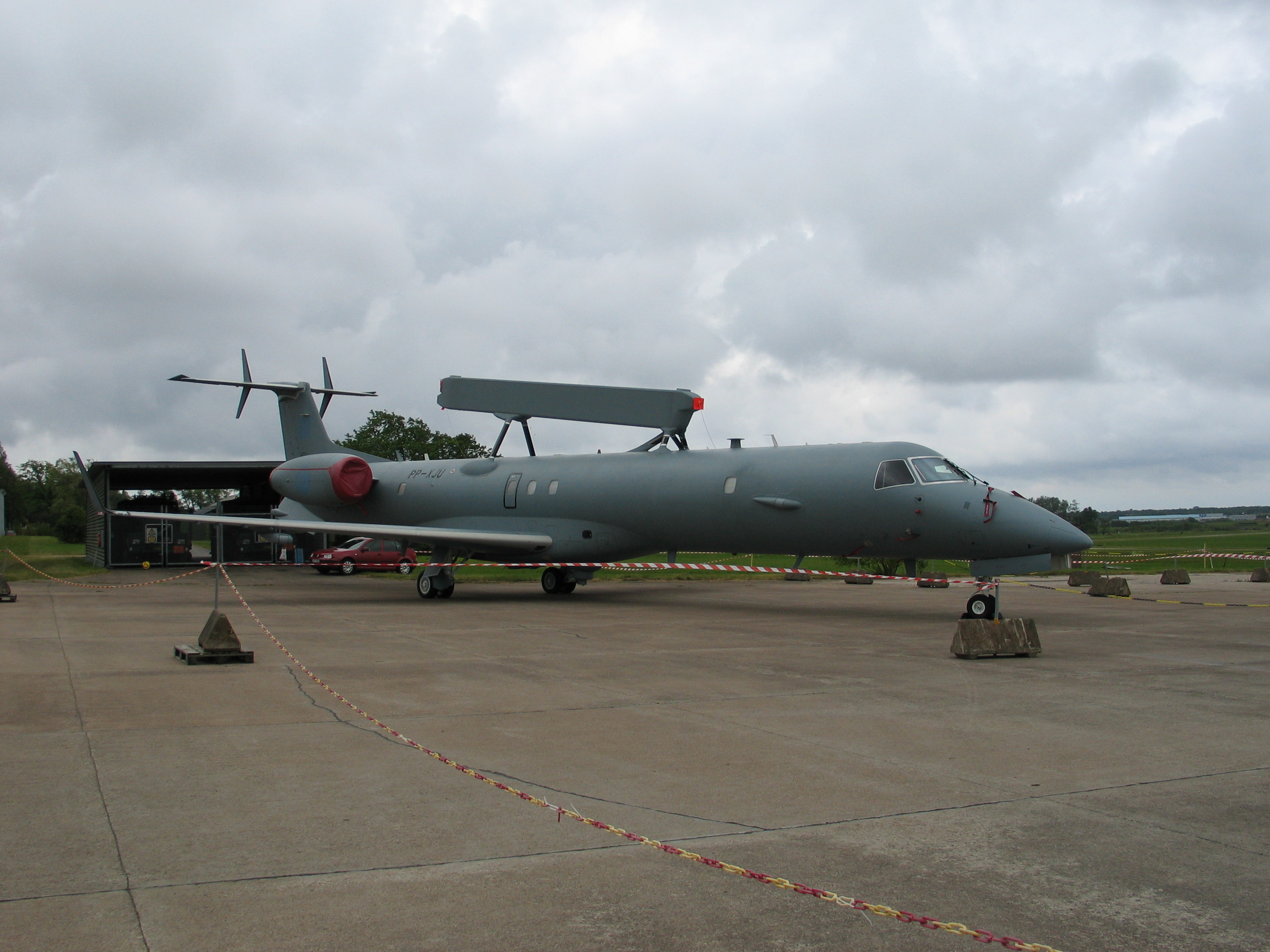